# ییتشینیوس
ییتشینیوس (به چکی: Jičíněves) یک منطقهٔ مسکونی در جمهوری چک است که در شهرستان ییچین واقع شده‌است. ییتشینیوس ۵۹۶ نفر جمعیت دارد.